# 1962年法律改革（丈夫與妻子）法令
《1962年法律改革（丈夫與妻子）法令》（英語：Law Reform (Husband and Wife) Act 1962；c. 48）是英國國會的一項法令，旨在准許丈夫及妻子根據侵權法起訴對方。該法令最初涵蓋英格蘭、威爾斯及蘇格蘭。有關蘇格蘭的條文後由《2006年家事法（蘇格蘭）法令》廢除。

## 法令
根據普通法及《1882年已婚女性財產法令》第12條，丈夫及妻子無能力對對方作出侵權作為，也不能根據侵權法起訴對方。法律改革委員會在其第九次報告中建議廢除這些規定，他們的建議被納入《法律改革（丈夫與妻子）法令》。該法令於1962年8月1日獲得御准。
該法令訂定，已婚夫婦可以根據侵權法起訴對方，但有兩種例外情況：一是當法庭認為訴訟不會帶來很大好處時（在這種情況下，可擱置法律程序），二是當爭議與財產有關時。